# Du Xigui
Du Xigui (idioma chino: 
杜錫珪; Wade-Giles: Tu Hsi-Kuei; 12 de noviembre de 1874 - 28 de diciembre de 1933) fue un político y almirante chino que vivió durante la época de los caudillos militares en la República de China.
Nació en Fuzhou y se graduó del academia naval de Nankín en 1902. En 1922 fue nombrado jefe de la marina y ayudó al bando Zhili en la derrota de Zhang Zuolin. En la primavera de 1923, la flota de Shanghái se rebeló y Du tomó la decisión de renunciar, pero fue repuesto en noviembre. En 1924 comandó la flota del Yangzi de Jiangsu y derrotó a la flota de Zhejiang del bando Anhui mandada por Lin Jianzhang.
Entre junio y octubre de 1926 asumió simultáneamente los cargos de presidente en funciones, primer ministro de la República de China y ministro de Marina. Posteriormente el gobierno nacionalista de Nanjing lo contrató para un viaje de inspección a naves extranjeras.